# Valdobbiadene
Valdobbiadene je město v Itálii. Nachází se v provincii Treviso v regionu Benátsko. Žije v něm přibližně 10 000 obyvatel.
Paulus Diaconus město uvádí jako Duplavilis, první písemná zmínka obsahující název Valdobbiadene pochází z roku 1116. Významnou památkou je katedrála Santa Maria Assunta.
Město je proslulé pěstováním vinné révy odrůdy Glera, z níž se vyrábí šumivé víno Prosecco. V roce 2019 byla vinařská krajina okolo severoitalských měst Valdobbiadene a Conegliano zapsána na Seznam světového dědictví, jako Le Colline del Prosecco di Conegliano e Valdobbiadene ( česky doslovně „Kopce Prosecca u Conegliana a Valdobbiadene“).
Valdobbiadene bylo etapovým městem závodu Giro d'Italia.

## Partnerská města
- Mór (Maďarsko)